# Hemisyntrachelus
Hemisyntrachelus és un gènere extint de cetacis de la família dels delfínids que visqueren entre el Miocè superior i el Plistocè inferior. Se n'han trobat restes fòssils a Itàlia, els Països Baixos, el Perú i Xile. Malgrat la seva semblança amb els dofins mulars del gènere Tursiops, en el qual havien arribat a estar classificades, les espècies d'Hemisyntrachelus estaven relacionades amb els globicefalins d'avui en dia. Havien estat ubicades en la família Hemisyntrachelidae, que actualment es considera un sinònim subjectiu de Delphinidae.